# Phycidae

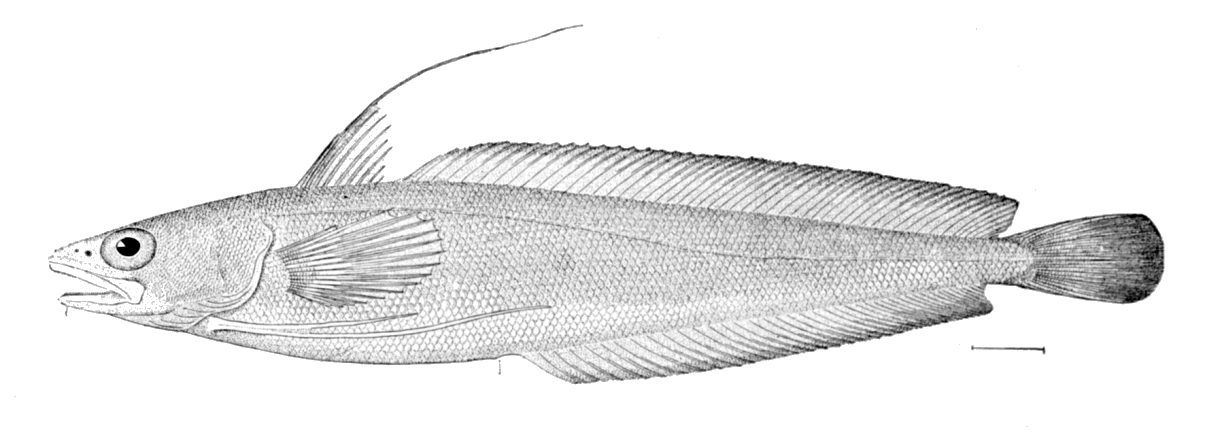
Urophycis chuss

I Phycidae sono una famiglia di pesci ossei d'acqua salata dell'ordine Gadiformes.
Alcuni autori non ritengono valida la famiglia Phycidae, considerandola sinonimo della sottofamiglia Phycinae e inserendola nella famiglia Gadidae.

## Descrizione e habitat
I Phycidae sono endemici dell'Oceano Atlantico settentrionale, sia sulle coste americane che europee. Nel mar Mediterraneo sono presenti due specie: Phycis blennoides e Phycis phycis
I giovanili di alcune specie sono eurialini. Sono pesci in gran parte di acque profonde, fino al piano abissale, ma vi sono anche specie tipiche di zone costiere.

## Descrizione
Al contrario degli affini Gadidae possiedono due sole pinne dorsali, di cui la seconda assai più lunga della prima, e una pinna anale, entrambe non unite alla pinna caudale. Le pinne ventrali hanno due raggi molto allungati.
Urophycis tenuis è la specie più grande e raggiunge i 135 cm.

## Specie
- Phycis Artedi in Walbaum, 1792
  - Phycis blennoides
  - Phycis chesteri
  - Phycis phycis
- Urophycis Gill, 1863
  - Urophycis brasiliensis
  - Urophycis chuss
  - Urophycis cirrata
  - Urophycis earllii
  - Urophycis floridana
  - Urophycis mystacea
  - Urophycis regia
  - Urophycis tenuis